# Rentabiliteitsdrempel
De rentabiliteitsdrempel (Engels: break-even point), ook wel 'omslagpunt', 'dood punt' of 'kritisch punt' genoemd, is het punt, in termen van afzet (hoeveelheid verkocht product) of omzet (verkoopprijs × hoeveelheid verkocht product), waarbij de totale opbrengsten gelijk zijn aan de totale kosten, en dus de winst nul is. Als het in termen van omzet is heet het wel kritische omzet of doodpuntomzet.
Omdat de kosten bestaan uit vaste en variabele kosten zal een onderneming bij een lagere afzet of omzet verlies lijden, en bij een hogere winst maken.

## Formule
In het lineaire geval geldt:
{\displaystyle X={\frac {TK_{f}}{P-K_{v}}}}
- {\displaystyle X} = Rentabiliteitsdrempel in termen van aantal eenheden
- {\displaystyle TK_{f}} = Totale vaste kosten
- {\displaystyle P} = Verkoopprijs per eenheid
- {\displaystyle K_{v}} = Variabele kosten per eenheid

## Grafisch

Het break-even-point bevindt zich op het snijpunt van de groene (opbrengsten) en de rode (kosten) lijn.

De rentabiliteitsdrempel kan ook gevonden worden door de omzet en de kosten uit te tekenen op eenzelfde grafiek. Daar waar de lijnen van de omzet en de kosten elkaar snijden, bevindt zich het break-even-point.

## Nadelen break-even analyse
1. De vaste en variabele kosten zijn vaak onderhevig aan een opwaartse trend.
2. We gaan uit van een lineair verband.
3. Grondstofprijzen en dus variabele kosten kunnen fluctueren naargelang de periode van het jaar.